# Pseudostegias macdermotti
Pseudostegias macdermotti är en kräftdjursart som beskrevs av Williams och Christopher B. Boyko 1999. Pseudostegias macdermotti ingår i släktet Pseudostegias och familjen Bopyridae. Inga underarter finns listade i Catalogue of Life.